# یواس‌اس برو (دی‌ئی-۱۴۸)
یواس‌اس برو (دی‌ئی-۱۴۸) (به انگلیسی: USS Brough (DE-148)) یک کشتی بود که طول آن ۳۰۶ فوت (۹۳ متر) بود. این کشتی در سال ۱۹۴۳ ساخته شد.